# Elie Nadelman
Eliasz (Elie) Nadelman (Warschau, 20 februari 1882 – New York, 28 december 1946) was een Pools-Amerikaanse beeldhouwer en tekenaar.

## Leven en werk
Nadelman werd in 1882 in Warschau geboren en ving daar zijn kunstopleiding aan. In 1902 reisde hij naar München en in 1904 vestigde hij zich in Parijs, waar hij de Académie Colarossi bezocht. Hij leerde in Parijs de avant-gardistische kunstenaars, onder anderen Pablo Picasso en Marcel Duchamp, kennen. Hij nam van 1905 tot 1908 deel aan de groepstentoonstellingen van de Salon d'Automne en de Salon des Indépendants en kreeg zijn eerste solotentoonstelling in 1909 met kubistische tekeningen en klassieke sculpturen bij Galerie Druet.
In 1914 emigreerde hij bij het uitbreken van de Eerste Wereldoorlog naar de Verenigde Staten, waar hij in 1920 in het huwelijk trad met de gefortuneerde erfgename Viola Flannery en tot zijn dood woonde in de New Yorkse wijk Riverdale van The Bronx. Hij bouwde een waardevolle verzameling, tot de Amerikaanse volkskunst te rekenen, beeldhouwwerken op. Zijn werken toonden de invloed van de volkskunst en de moderne kunststromingen, maar ook zijn trouw aan de klassieke beeldhouwkunst.
Nadelman kreeg in 1927 de Amerikaanse nationaliteit. Tijdens de Grote Depressie verloor hij zijn complete vermogen en zijn werk raakte in de vergetelheid. Pas na zijn dood in 1946 en de restauratie van zijn sculptuur Man in the Open Air kwam de belangstelling voor Nadelman weer terug.

## Werken (selectie)
- Head (1906), Museum of Modern Art (MoMa) in New York
- Head of a Woman (1904/07), MoMa New York
- Standing Nude (1908)[1], Metropolitan Museum of Art
- Standing Man (1909), MoMa New York
- Ideal Head (1910), Honolulu Academy of Arts
- Head of a Girl (1910/11), MoMa New York
- Man in the Open Air (1915), MoMa New York en Billy Rose Art Garden in Jeruzalem (geschonken door Billy Rose)
- The Resting Stag (1915), Honolulu Academy of Arts
- The Wounded Stag (1915), Honolulu Academy of Arts
- Acrobat (1916)
- Woman's Head (Goddess) (1916)
- Classical Head (1916/17)[2], National Gallery of Art in Washington D.C.
- Dancing Girl (1916/18), Honolulu Academy of Arts
- Dancer (1918/19)
- Orchestra Leader (1919)
- Female Dancer (1920)
- Group of Four Figures (1936/45)
- Circus Women, New York State Theater (reproductie)
- Two Nudes, New York State Theater (reproductie)

## Fotogalerij

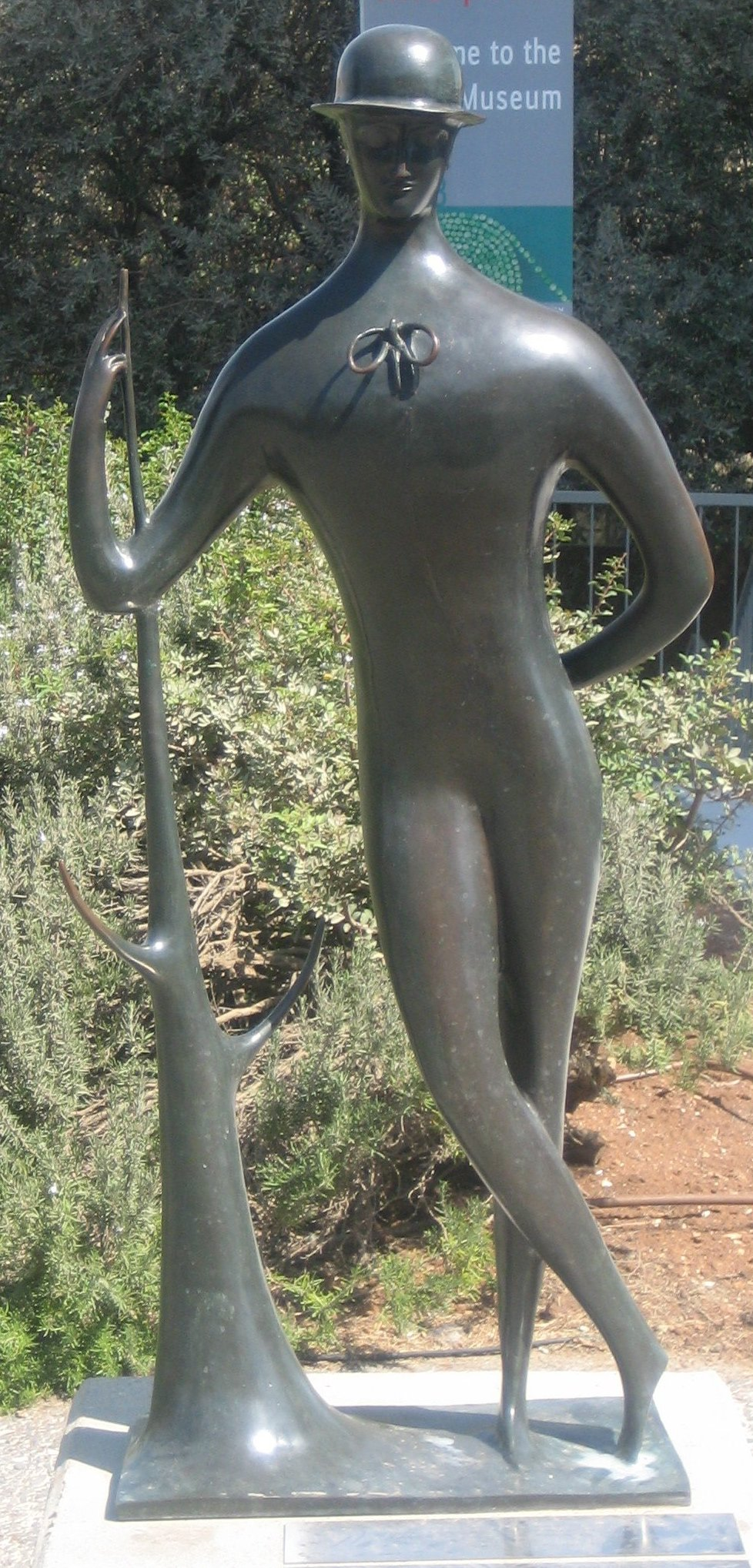
Man in the Open Air, Jeruzalem
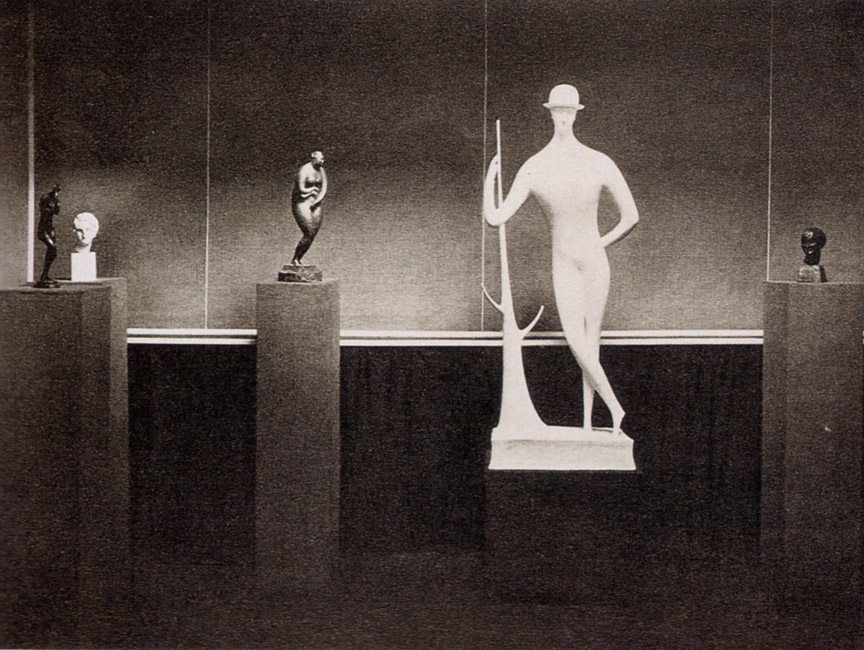
Expositie "Nadelman" 1915/1916
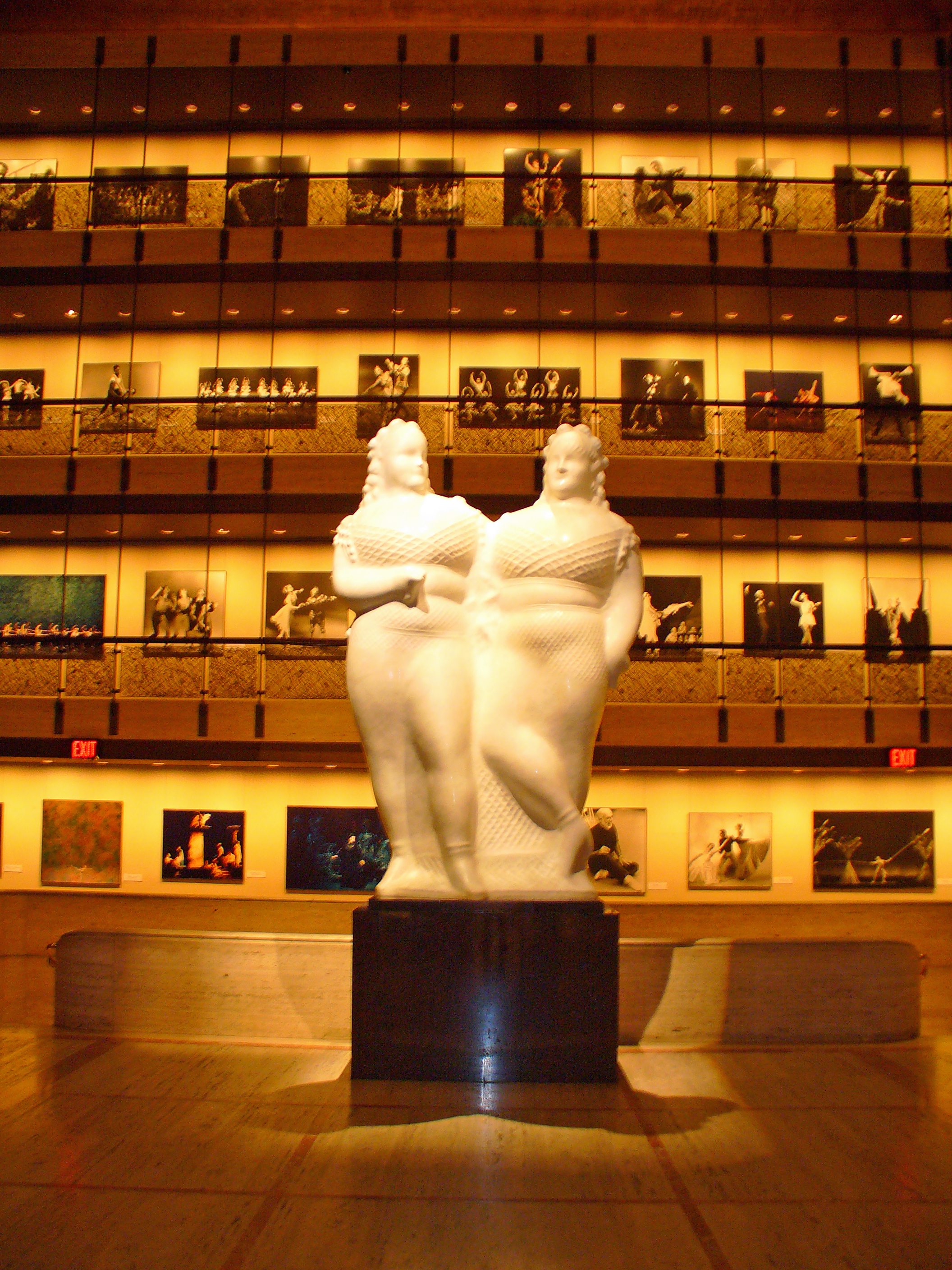
Two Nudes (reproductie)